# Корсаково (Московская область)
Корсаково — деревня в Костровском сельском поселении Истринского района Московской области. Население — 22 чел. (2016), зарегистрировано 1 садовое товарищество. С Истрой деревня связана автобусным сообщением (автобус № 34).
Находится примерно в 12 км на юго-запад от Истры, на правом берегу реки Молодильня, высота над уровнем моря 194 м. Ближайший населённый пункт — примыкающее на юго-востоке Мансурово.

## Достопримечательности
В 1 км северо-западнее деревни находится памятник археологии федерального значения — городище «Корсаковское» (Курсаковское), III—V века.

## Население
| 1859 | 1890 | 1926 | 2002 | 2006 | 2010 | 2016 |
| ---- | ---- | ---- | ---- | ---- | ---- | ---- |
| 33   | ↗194 | ↗209 | ↘36  | ↘22  | ↘16  | ↗22  |